# Juvenile myelomonozytäre Leukämie
Die Juvenile myelomonozytäre Leukämie (JMML) kann als besonders bösartige Sonderform der Leukämie  bei Säuglingen und Kleinkindern bezeichnet werden mit einer malignen Transformation von Hämatopoetischen Stammzellen, den Monozyten Vorläufern.
Die JMML wird als Mischform von myelodysplastischen Syndromen (MDS) und Myeloproliferativen Neoplasien (MPN) angesehen.
Synonyme sind: Leukämie, chronische juvenile myelomonozytische, englisch  juvenile chronic myeloid leukemia (JCML), chronic myelomonocytic leukemia of infancy und infantile monosomy 7 syndrome

## Verbreitung
Die Häufigkeit wird mit 1–9 zu 1.000.000 angegeben. Das männliche Geschlecht ist 2 bis 3 × häufiger betroffen. Das durchschnittliche Erkrankungsalter liegt bei 2 Jahren.
Die JMML umfasst etwa 30 % aller kindlichen myelodysplastischen Syndrome und 2 % der Leukämien.
Die Chronische myelomonozytäre Leukämie ist vom klinischen Bild her ähnlich, tritt aber erst in späterem Alter auf.

## Ursache
Je nach zugrundeliegenden  Mutationen können verschiedene Formen unterschieden werden:
- Akute myelomonozytische Leukämie, somatische Form  mit Mutationen am MLLT11-Gen am Genort 1q21.3
- Juvenile myelomonozytische Leukämie, somatische Form mit Mutationen am ARHGAP26-Gen an 5q31.3  oder am PTPN11-Gen an 12q24.13
- Juvenile myelomonozytische Leukämie  mit Mutationen am NF1-Gen an 17q11.2

Bei 75 % der Betroffenen finden sich Mutationen am NF1-, NRAS-, KRAS- oder PTPN11-Gen.

## Klinische Erscheinungen
Die klinische Symptomatik kann unspezifisch sein. Wesentliche klinische Kriterien sind:
- Blässe
- schlechter Allgemeinzustand
- Vorwölbung des Bauches durch massive Hepatosplenomegalie
- Infiltration des Darmes und der Lunge

Die Krankheit geht häufig mit weiteren Veränderungen wie Sehstörungen oder Schwerhörigkeit einher. Bei diesen Kombinationen liegen oft Mutationen am CBL-Gen vor.
Es besteht eine Assoziation mit dem Noonan-Syndrom.

## Diagnostische Kriterien
Die Diagnose einer JMML beruht darauf, dass ein Patient alle Kriterien der Kategorie 1 und mindestens eines der Kategorie 2 oder mindestens zwei der Kategorie 3 erfüllt:
- Kategorie 1: Splenomegalie; AMC >1000/μL; Blastenanteil < 20 %; Fehlen des t(9;22) BCR/ABL fusion Gen
- Kategorie 2: Somatische Mutationen am RS- oder PTPN11-Gen; Klinische Zeichen einer NF1 oder Mutationen am NF-Gen; Homozygote Mutation am CBL-Gen; Monosomie 7
- Kategorie 3: Myeloid-Vorläufer im Blutserum; Leukozytenzahl >10,000/μL; altersbezogen erhöhtes fötales Hämoglobin; eine Monosomie 7 ausschließende klonale zytogenetische Abnormalität; Hypersensitivität gegen GM-CSF

## Therapie
Die Behandlung durch eine Knochenmarktransplantation oder eine Blutstammzellspende gilt als erfolgversprechend.